# 森普罗尼亚诺
森普罗尼亚诺（義大利語：Semproniano），是意大利格罗塞托省的一个市镇。总面积81.44平方公里，人口1193人，人口密度14.6人/平方公里（2009年）。ISTAT代码为053028。